# Jon Stewart (filósofo)
Jon Bartley Stewart es un filósofo e historiador de la filosofía estadounidense. Es especialista en la filosofía continental del siglo XIX, con énfasis en el pensamiento de Kierkegaard y Hegel. Stewart trabaja como investigador en el Instituto de Filosofía de la Academia Eslovaca de Ciencias. Además de más de 100 artículos y capítulos en revistas y publicaciones académicas, ha publicado hasta la fecha 14 libros en casas editoriales universitarias de prestigio internacional. Es editor de 44 antologías y coeditor de 29 obras diferentes; además, ha traducido 8 libros y más de 60 artículos del alemán, danés, francés y noruego. Ha presentado más de 150 conferencias en universidades de 25 países, entre ellas varias conferencias magistrales. Hasta la fecha, las obras de Stewart se han traducido a 13 idiomas.
Actualmente es editor en jefe de la revista Filozofia, y coeditor de Kierkegaard Studies Yearbook y de la Serie de Kierkegaard Studies Monograph Series (De Gruyter). Es editor de las series New Research in the History of Western Philosophy, Texts from Golden Age Denmark y Danish Golden Age Studies (Brill). De 2007 a 2017 fue editor en jefe de la serie, ya finalizada, Kierkegaard Research: Sources, Reception and Resources (Aldershot: Ashgate 2007-2015; Nueva York: Routledge 2016-2017).

## Trabajo académico
El segundo libro de Stewart, Kierkegaard's Relations to Hegel Reconsidered (Nueva York: Cambridge University Press 2003) supuso un cambio importante en los estudios sobre Kierkegaard. Fue ampliamente reseñado en revistas académicas, así como en un periódico danés. En general, se admite que Relations to Hegel Reconsidered de Kierkegaard influyó en la investigación de muchas maneras.
Para seguir demostrando la importancia de la cultura y la historia para entender los debates intelectuales y filosóficos del Siglo de Oro danés, Stewart publicó en 2007 A History of Hegelianism in Golden Age Denmark, Tome I, The Heiberg Period: 1824-1836 (Copenhague: C.A. Reitzel 2007) y A History of Hegelianism in Golden Age Denmark, Tome II, The Martensen Period: 1837-1842 (Copenhague: C.A. Reitzel 2007). Estos estudios constituyen las investigaciones más detalladas sobre la influencia de la filosofía de Hegel en la cultura danesa del Siglo de Oro.

## Libros
- - The Unity of Hegel’s Phenomenology of Spirit: A Systematic Interpretation, Evanston, Illinois: Northwestern University Press 2000 (Northwestern University SPEP Studies in Historical Philosophy). xv + 556pp. (re-issue, paperback, 2011.) (Spanish translation: La Unidad de la Fenomenología del espíritu de Hegel. Una interpretación sistemática, trans. by Carlos Mendiola Mejía, Mexico City: Universidad Iberoamericana 2014.)
  - Kierkegaard’s Relations to Hegel Reconsidered, New York: Cambridge University Press 2003 (Modern European Philosophy). xix + 695pp. (re-issue, paperback, 2007.) (Japanese translation: 『キェルケゴールは反ヘーゲル主義者だったのか？　彼のヘーゲルへの関わりを再吟味する』[Was Kierkegaard Anti-Hegelian? His Relations to Hegel Reconsidered], trans. by Kinya Masugata (supervisor), Kiyoshi Ito, Kota Kinose, Keisuke Yoshida, Teruyuki Kasumi, Takaya Suto, Masaya Honda, Shin Fujieda, Mime Morita, Yusuke Ono, Takashi Yanagisawa, Hideki Goto, Yusuke Suzuki, and Tomomichi Baba, Nara: Kizasu Shobo 2023.)
  - A History of Hegelianism in Golden Age Denmark, Tome I, The Heiberg Period: 1824-1836, Copenhagen: C.A. Reitzel 2007. xxi + 629pp. (Danish Golden Age Studies, vol. 3.)
  - A History of Hegelianism in Golden Age Denmark, Tome II, The Martensen Period: 1837-1842, Copenhagen: C.A. Reitzel 2007. xx + 775pp. (Danish Golden Age Studies, vol. 3.)
  - Idealism and Existentialism: Hegel and Nineteenth- and Twentieth-Century European Philosophy, New York and London: Continuum International Publishing 2010. xv + 282pp. (re-issue, paperback, 2012.)
  - The Unity of Content and Form in Philosophical Writing: The Perils of Conformity, London, New Delhi, New York and Sydney: Bloomsbury 2013 (Bloomsbury Studies in Philosophy). ix + 217pp.
  - The Cultural Crisis of the Danish Golden Age: Heiberg, Martensen and Kierkegaard, Copenhagen: Museum Tusculanum Press 2015 (Danish Golden Age Studies, vol. 9). xxii + 337pp.
  - Søren Kierkegaard: Subjectivity, Irony and the Crisis of Modernity, Oxford: Oxford University Press 2015. xvii + 210pp. (re-issue, paperback, 2017.) (Portuguese translation: Søren Kierkegaard: Subjetividade, Ironia e a Crise da Modernidade, trans. by Humberto Quaglio, Petrópolis, RJ: Vozes 2017. Spanish translation: Søren Kierkegaard: subjetividad, ironía y la crisis de la Modernidad, trans. by Azucena Palavicini Sánchez, Mexico City: Universidad Iberoamericana 2017. Chinese translation: 克尔凯郭尔：丹麦黄金时代的苏格拉底 trans. by Tianwang Jinjian, Beijing: Huaxia Press 2018. Korean translation: 쇠렌 키르케고르 입문：주관성, 아이러니, 현대성의 위기 trans. by Changwoo Lee, and Jeong In Choi, SeJong: Karis Academy 2023.)
  - Hegel’s Interpretation of the Religions of the World: The Logic of the Gods, Oxford: Oxford University Press 2018. xix + 321pp. (Korean translation: 헤겔 <종교철학> 입문, trans. by Jeong Jin-Woo, Seoul: Dong Yeon Publishing Co. 2023.)
  - Faust, Romantic Irony, and System: German Culture in the Thought of Søren Kierkegaard, Copenhagen: Museum Tusculanum Press 2019 (Danish Golden Age Studies, vol. 11). xviii + 407pp.
  - The Emergence of Subjectivity in the Ancient and Medieval World: An Interpretation of Western Civilization, Oxford: Oxford University Press 2020. xiv + 399pp.
  - Hegel’s Century: Alienation and Recognition in a Time of Revolution, Cambridge: Cambridge University Press 2021. xi + pp. 338pp.
  - An Introduction to Hegel’s Lectures on the Philosophy of Religion: The Issue of Religious Content in the Enlightenment and Romanticism, Oxford: Oxford University Press 2022. xiii + 277pp. (Korean translation: 헤겔 <종교철학> 입문, trans. by Jeong Jin-Woo, Seoul: Dong Yeun Press 2023. 523pp.)
  - A History of Nihilism in the Nineteenth Century: Confrontations with Nothingness, Cambridge: Cambridge University Press 2023. xi + 322pp.

## Traducciones
- - Heiberg’s On the Significance of Philosophy for the Present Age and Other Texts, ed. and trans. by Jon Stewart, Copenhagen: C.A. Reitzel 2005. xxii + 467pp. (Texts from Golden Age Denmark, vol. 1.)
  - Heiberg’s Speculative Logic and Other Texts, ed. and trans. by Jon Stewart, Copenhagen: C.A. Reitzel 2006. xviii + 387pp. (Texts from Golden Age Denmark, vol. 2.)
  - Heiberg’s Introductory Lecture to the Logic Course and Other Texts, ed. and trans. by Jon Stewart, Copenhagen: C.A. Reitzel 2007. xvii + 334pp. (Texts from Golden Age Denmark, vol. 3.)
  - Heiberg’s Contingency Regarded from the Point of View of Logic and Other Texts, ed. and trans. by Jon Stewart, Copenhagen: Museum Tusculanum Press 2008. xvi + 457pp. (Texts from Golden Age Denmark, vol. 4.)
  - Mynster’s “Rationalism, Supernaturalism” and the Debate about Mediation, ed. and trans. by Jon Stewart, Copenhagen: Museum Tusculanum Press 2009. xvi + 683pp. (Texts from Golden Age Denmark, vol. 5.)
  - Heiberg’s Perseus and Other Texts, ed. and trans. by Jon Stewart, Copenhagen: Museum Tusculanum Press 2011. xiii + 408pp. (Texts from Golden Age Denmark, vol. 6.)
  - Sibbern’s Remarks and Investigations Primarily Concerning Hegel’s Philosophy, ed. and trans. by Jon Stewart, Copenhagen: Museum Tusculanum Press 2018. xvi + 451pp. (Texts from Golden Age Denmark, vol. 7.)
  - Poul Martin Møller’s Thoughts on the Possibility of Proofs of Human Immortality and Other Texts, ed. and trans. by Finn Gredal Jensen and Jon Stewart, Leiden and Boston: Brill 2022. xxi + 515pp. (Texts from Golden Age Denmark, vol. 8).

## Subvenciones y becas
- 1989-1999: Universidad Westfälische Wilhelms, Münster, Servicio Alemán de Intercambio Académico (DAAD)
- 1992-1993: Universidad Westfälische Wilhelms, Münster, Fundación Heinrich Hertz
- 1993-1994: Universidad Libre de Bruselas, Fundación Educativa Belga Americana
- 1994-1995: Universidad Humboldt, Berlín, Fundación Alexander von Humboldt
- 1995-1997: Beca posdoctoral Spencer, Academia Nacional de Educación
- 2008-2009: Collegium Budapest, Instituto de Estudios Avanzados
- 2016-2017: Universidad de Harvard, Instituto Radcliffe de Estudios Avanzados

## Becas y proyectos grupales
- 2005-2006: Coordinador de proyectos, Cursos universitarios de verano de Øresund, Centro de investigación Søren Kierkegaard, Universidad de Copenhague
- 2005-2007: Líder del proyecto “Investigación Kierkegaard: fuentes, recepción y recursos” financiado por el Consejo Danés de Investigación en Humanidades (Statens Humanistiske Forskningsråd), una rama de la Agencia Danesa de Investigación
- 2011-2014: Líder del proyecto “The Nordic Network for Kierkegaard Research” financiado por Nordforsk.
- 2019-2022: Líder del proyecto “Subjetividad individual y colectiva: cuestiones históricas y contemporáneas”, cooperación del Instituto de Filosofía de la Academia de Ciencias de Eslovaquia y el Instituto de Filosofía de la Academia de Ciencias de Polonia, con el apoyo de un acuerdo interacadémico. MAD (Medziakademická dohoda).

## enlaces externos
- Sitio web oficial
- Institute of Philosophy, Slovak Academy of Sciences
- Kierkegaard Research: Sources, Reception and Resources
- Texts from Golden Age Denmark
- Danish Golden Age Studies
- Kierkegaard Studies Yearbook
- Kierkegaard Studies Monograph Series

- Datos: Q17163472